# Fondo di cucina
I fondi di cucina sono riduzioni liquide ottenute dalla cottura per espansione di mirepoix (sedano, carota, cipolla) e di elementi nutritivi come ossa, carni e pesci. I fondi sono preparazioni di base per molte ricette, in particolare della cucina classica, come salse, vellutate, creme, cotture in umido di carni e pesci. I fondi vengono distinti in fondi bianchi e bruni.

## Fondi bianchi
I fondi bianchi sono preparati con le ossa di carni bianche (pollame e vitello) e lische di pesce. I principali fondi bianchi sono:
- fondo bianco di pollame: è composto da un soffritto o dalle stesse verdure immerse in acqua con partenza a freddo con ossa di pollo e tacchino.
- fondo bianco comune:  è composto da mazzetto aromatico, mirepoix, ossa di pollo e/o di vitello, messe in acqua fredda e non salate.
- fondo bianco di pesce: anche detto "fumetto di pesce", composto da soffritto di sedano-cipolla-porro e lische di pesce. A piacere, funghi champignon e scalogno.
- fondo magro o neutro o fondo vegetale: riduzione liquida di acqua con soffritto (finocchio o porro) e con spezie come coriandolo, alloro e timo, solitamente per la preparazione di gelatine vegetali

## Fondi bruni
I fondi bruni sono preparati con ossa e carni rosse o scure, di manzo, arrostite al forno.
I principali fondi bruni sono:
- fondo bruno, ottenuto dalla cottura di ossa di manzo, carcassa di pollo, soffritto.
- fondo di selvaggina, ottenuto dalla cottura di carcasse di selvaggina, sedano, cipolla ed erbe aromatiche.
- Fondo bruno legato: fondo bruno più addensante roux.

Le norme comuni a tutti i fondi
- usare solo ossa di animali giovani (vitello, pollo) perché sono più ricchi di collagene rispetto a quelli vecchi: la lunga ebollizione trasforma il collagene in gelatina e conferisce alla preparazione quella particolare consistenza densa e velante.

I fondi di cucina sono preparazioni che impiegano molto tempo, perciò l'industria ci viene in aiuto fornendo fondi granulari già pronti.